# Lindsey Durlacher
Lindsey Durlacher (Evanston (Illinois), 14 september 1974 – Denver, 4 juni 2011) was een Amerikaans worstelaar in de Grieks-Romeinse stijl. Durlacher nam deel aan wedstrijden in de categorie onder 55 kg.
In februari 2011 brak Durlacher zijn borstbeen bij een ongeval met een sneeuwmobiel. Op 1 juni werd hij om deze reden geopereerd en amper 3 dagen later overleed hij, ondanks de operatie, aan de opgelopen verwondingen.

## Palmares
- 2003
  -  - Pan-Amerikaanse kampioenschappen
- 2006
  -  - Pan-Amerikaanse kampioenschappen
  -  - Wereldkampioenschappen worstelen
- 2007
  -  - Pan-Amerikaanse Spelen
  - 5e - Wereldkampioenschappen worstelen
- 2008
  -  - Pan-Amerikaanse kampioenschappen